# جماعة (تقسيم إداري)
الجماعة هي أحد مستويات التنظيم الترابي الإداري للمغرب، وهي عبارة عن جماعة ترابية خاضعة للقانون العام، تتمتع بالشخصية الاعتبارية والاستقلال الإداري والمالي، يتم تعيين حدودها الجغرافية بشكل دقيق طبقا لاعتبارات تاريخية وسوسيو قبلية واقتصادية ومؤسساتية أو سعيا لتحقيق تعاون وتكامل بين مكونات المنطقة، ويبلغ عددها 1503 جماعة.

## الأنواع[بحاجة لمصدر]
لم يأتي دستور المغرب وباقي القاوانين المنظمة بأي تقسيم للجماعات على أي أساس كان، لكن رغم ذلك، فالجماعات المغربية تختلف من حيث طبيعتها إلى ثلاث فئات هي:

### جماعة ذات طابع حضري
هي جماعات يشكل المجال الحضري الجزء الأكبر من مجال نفوذها، أو يتشكل مجال نفوذها بشكل كامل من مجال حضري، وعادة ما تشهد كثافة سكانية مرتفعة، وأنشطة اقتصادية يغلب عليها المجال الصناعي والتجاري. في الغالب ما يتم تقسيم هذه الجماعات إلى عدة مقاطعات، لستهيل عملية تدبيرها. وتتوفر هذه الجماعات على تصميم للتهيئة الحضرية. من الأمثلة على الجماعات ذات الطابع الحضري (جماعة طنجة، جماعة الرباط، جماعة الدار البيضاء ...)

### جماعة ذات طابع قروي
هي جماعات يتشكل مجال نفوذها بشكل كامل من مجال قروي، وتتميز بكثافة سكانية منخفضة، وأنشطة اقتصادية مرتبطة بالمجال الفلاحي. قد تتوفر هذه الجماعات على مراكز قروية ذات طابع حضري، لكن لا تتوفر هذه المراكز عادة على تصميم للتهيئة الحضرية. (مثل جماعة تالزمت، تيكريكرة، سيدي موسى بن علي ...)

### جماعة ذات طابع قروي، ومركز حضري
هي جماعات يشكل المجال القروي الجزء الأكبر من مجال نفوذها، مع تواجد مركز حضري داخل الجماعة، يتوفر على تصميم للتهيئة الحضرية، وكثافة سكانية مرتفعة، لكنه لا يرتقي ليصبح جماعة مستقلة. عادة ما يتم التعامل مع المجال القروي والحضري لهذه الجماعات بشكل مستقل من الناحية الإحصائية. (مثل جماعة تيمحضيت، جماعة بني يخلف، جماعة الواليدية)

## التدبير
تدبر الجماعة شؤونها بشكل حر، ما يخول لها سلطة التداول بديمقراطية وتنفيذ مداولاتها ومقرراتها. وتسعى الجماعات إلى تقديم خدمات القرب للمواطنات والمواطنين. كما يمكن للجماعات أن تتضامن وتتعاون فيما بينها من أجل بلوغ أهدافها. تضع الجماعة تحت إشراف رئيس المجلس، برنامجا للعمل يتم تتبعه وتحيينه وتقييمه، تحدد فيه الأعمال التنموية المقرر إنجازها أو المساهمة فيها بتراب الجماعة خلال مدة ست سنوات، ويتضمن تشخيصا لحاجيات وإمكانيات الجماعة وتحديدا لأولوياتها وتقييما لمواردها ونفقاتها التقديرية الخاصة بالسنوات الثلاث الأولى ويأخذ بعين الاعتبار مقاربة النوع.

## الأجهزة
يتم تسيير الجماعة من طرف المجلس الجماعي ورئيس الجماعة، اللذين يتم التصويت عليهم علنيا، عن طريق الاقتراع العام المباشر، ويتكون مجلس الجماعة من:
- المكتب: يتكون من الرئيس ونواب الرئيس، يتم انتخابهم من طرف أعضاء المجلس.
- اللجان الدائمة
- كاتب المجلس
- نائب كاتب المجلس
- الفرق (بالنسبة للجماعات التي تتكون من مقاطعات)

## الاختصاصات[3]
تمارس الجماعات الإختصاصات المسندة إليها، بالإضافة إلى الاختصاصات المشتركة بينها وبين الدولة، والاختصاصات المنقولة لها من طرق الدولة، وتمارس الجماعة الاختصاصات المسندة إليها في حدود مواردها، وداخل دائرتها الترابية، وترتبط عادة بالتخطيط والبرمجة والإنجاز والتدبير والصيانة كما يلي:

### الاختصاصات المسندة

#### المرافق والتجهيزات العمومية الجماعية:
- توزيع الماء الصالح للشرب والكهرباء
- النقل العمومي الحضري
- الإنارة العمومية
- التطهير السائل والصلب ومحطات معالجة المياه العادمة
- تنظيف الطرقات والساحات العمومية وجمع النفايات المنزلية والمشابهة لها ونقلها إلى المطارح ومعالجتها وتثمينها
- السير والجولان وتشوير الطرق العمومية ووقوف العربات
- حفظ الصحة
- نقل المرضى والجرحى
- نقل الأموات والدفن
- إحداث وصيانة المقابر
- الأسواق الجماعية
- معارض الصناعة التقليدية وتثمين المنتوج المحلي
- أماكن بيع الحبوب
- المحطات الطرقية لنقل المسافرين
- محطات الاستراحة
- إحداث وصيانة المنتزهات الطبيعية داخل النفوذ الترابي للجماعة
- مراكز التخييم والاصطياف.
- أسواق البيع بالجملة
- المجازر والذبح ونقل اللحوم
- أسواق بيع السمك.

#### التعمير واعداد التراب:
- السهر على احترام الاختيارات والضوابط المقررة في مخططات توجيه التهيئة العمرانية وكل الوثائق الأخرى المتعلقة بإعداد التراب والتعمير
- الدراسة والمصادقة على ضوابط البناء الجماعية طبقا للقوانين والأنظمة الجاري بها العمل
- تنفيذ مقتضيات تصميم التهيئة ومخطط التنمية القروية بخصوص فتح مناطق جديدة للتعمير وفقا لكيفيات وشروط تحدد بقانون
- وضع نظام العنونة المتعلق بالجماعة، يحدد مضمونه وكيفية إعداده وتحيينه بموجب مرسوم يتخذ باقتراح من السلطة الحكومية المكلفة بالداخلية.

#### التعاون الدولي:
إبرام اتفاقيات مع فاعلين من خارج المغرب في إطار التعاون الدولي وكذا الحصول على تمويلات في نفس الإطار بعد موافقة السلطات العمومية.

### الاختصاصات المشتركة
- إحداث دور الشباب
- إحداث دور الحضانة ورياض الأطفال
- إحداث المراكز النسوية
- إحداث دور العمل الخيري ومأوى العجزة
- إحداث المراكز الاجتماعية للإيواء
- إحداث مراكز الترفيه
- إحداث المركبات الثقافية
- إحداث المكتبات الجماعية
- إحداث المتاحف والمسارح والمعاهد الفنية والموسيقية
- إحداث المركبات الرياضية والميادين والملاعب الرياضية والقاعات المغطاة والمعاهد الرياضية
- إحداث المسابح وملاعب سباق الدراجات والخيل والهجن
- المحافظة على البيئة
- تدبير الساحل الواقع في النفوذ الترابي للجماعة طبقا للقوانين والأنظمة الجاري بها العمل
- تهيئة الشواطئ والممرات الساحلية والبحيرات وضفاف الأنهار الموجودة داخل تراب الجماعة
- صيانة مدارس التعليم الأساسي
- صيانة المستوصفات الصحية الواقعة في النفوذ الترابي للجماعة
- صيانة الطرقات الوطنية العابرة لمركز الجماعة ومجالها الحضري
- بناء وصيانة الطرق والمسالك الجماعية
- التأهيل والتثمين السياحي للمدن العتيقة والمعالم السياحية والمواقع التاريخية.

### الاختصاصات المنقولة
- حماية وترميم المآثر التاريخية والتراث الثقافي والحفاظ على المواقع الطبيعية
- إحداث وصيانة المنشآت والتجهيزات المائية الصغيرة والمتوسطة.